# Nowy Chwalim
Nowy Chwalim [ˈnɔvɨ ˈxfalʲim] (tiếng Đức: Neu Valm)  là một ngôi làng thuộc khu hành chính của Gmina Barwice, thuộc hạt Szczecinek, West Pomeranian Voivodeship, ở phía tây bắc Ba Lan.
Nó nằm khoảng 10 kilômét (6 mi) phía đông bắc Barwice, 15 km (9 mi) về phía tây bắc của Szczecinek, và 132 km (82 mi) về phía đông của thủ đô khu vực Szczecin.
Trước năm 1945, khu vực này là một phần của Đức. Đối với lịch sử của khu vực, xem Lịch sử của Pomerania.